# John Boardman
Sir John Boardman (* 20. August 1927 in Ilford; † 23. Mai 2024) war ein britischer Klassischer Archäologe.

## Leben
John Boardman war Schüler der Chigwell School und Student am Magdalene College der University of Cambridge. Er verbrachte mehrere Jahre in Griechenland, darunter von 1952 bis 1955 als zweiter Direktor der British School at Athens. An archäologischen Ausgrabungen nahm er in Alt-Smyrna, Kreta, Emporio auf Chios und in Libyen teil 1955 wurde er für vier Jahre Kustos (Assistant Keeper) am Ashmolean Museum in Oxford, anschließend Dozent für Klassische Archäologe und Fellow am Merton College in Oxford. Boardman lehrte von 1978 bis 1994 als Professor für Klassische Archäologie (Lincoln Professor of Classical Archaeology and Art) an der University of Oxford. Seit 1995 ist er emeritiert.
Seine archäologischen Forschungen konzentrierten sich hauptsächlich auf die griechische Kunst, insbesondere Glyptik, Skulptur und Vasenmalerei.
Boardman war Mitglied der British Academy, Ehrenmitglied der Royal Irish Academy, auswärtiges Mitglied der Königlich Dänischen Akademie der Wissenschaften, assoziiertes Mitglied der Académie des inscriptions et belles-lettres (1991), ordentliches Mitglied des Deutschen Archäologischen Instituts, korrespondierendes Mitglied der Bayerischen Akademie der Wissenschaften (1970) sowie der Akademie von Athen (1997). 1999 wurde er in die American Philosophical Society aufgenommen. Weiterhin war Boardman Mitglied des Redaktionskomitees des Lexicon Iconographicum Mythologiae Classicae und des Thesaurus Cultus et Rituum Antiquorum. 1989 wurde er in den nichterblichen Adelsstand erhoben (Knight Bachelor, Sir).

## Publikationen (Auswahl)
- siehe die Schriftenverzeichnisse
  - John Boardman. A bibliography. In: Greek offerings. Essays on Greek art in honour of John Boardman (Oxford 1997) S. 231–241.
  - Publications by John Boardman, 1952–1999. In: Periplous. Papers on classical art and archaeology presented to Sir John Boardman (London 2000) S. 403–410.
- Greek Gems and Finger Rings. Early Bronze Age to Late Classical. Thames & Hudson, London 1970, ISBN 0-500-16015-5.
- The Greeks Overseas. The Archaeology of Their Early Colonies and Trade. Penguin, Harmondsworth 1964. Deutsche Übersetzung: Kolonien und Handel der Griechen: vom späten 9. bis zum 6. Jahrhundert v. Chr. C. H. Beck, München 1981, ISBN 3-406-08039-1.
- Greek Sculpture. The Archaic Period: A Handbook. Thames & Hudson, London 1978. Deutsche Übersetzung: Griechische Plastik, die archaische Zeit. Ein Handbuch. Zabern, Mainz 1981, ISBN 3-8053-0346-7.
- Greek Sculpture. The Classical Period: A Handbook. Thames & Hudson, London 1985. Deutsche Übersetzung: Griechische Plastik, die klassische Zeit. Ein Handbuch. Zabern, Mainz 1987, ISBN 3-8053-0818-3.
- The Diffusion of Classical Art in Antiquity. Thames & Hudson, London 1994, ISBN 0-500-23696-8.
- Early Greek Vase Painting. Thames & Hudson, London 1998, ISBN 0-500-20309-1.
- Persia and the West. An Archaeological Investigation of the Genesis of Achaemenid Art. Thames & Hudson, London 2000. Deutsche Übersetzung: Die Perser und der Westen. Eine archäologische Untersuchung zur Entwicklung der Achämenidischen Kunst. Zabern, Mainz 2003, ISBN 3-8053-2919-9.
- mit Kirsten Aschengreen Piacenti: Ancient and modern gems and jewels in the collection of Her Majesty The Queen. Royal Collection Publishing, London 2008, ISBN 978-1-902163-47-5.
- mit Julia Kagan, Claudia Wagner: Natter’s Museum Britannicum. British gem collections and collectors of the mid-eighteenth century. Archaeopress, Oxford 2017, ISBN 978-1-78491-727-2.
- Alexander the Great. From his death to the present day. Oxford University Press, Oxford 2019, ISBN 978-0-691-18175-2.